# Samtgemeinde Sietland
De Samtgemeinde Sietland is een voormalige  samtgemeinde in de Duitse deelstaat Nedersaksen en lag in het Landkreis Cuxhaven. De samtgemeinde werd gevormd in 1970 en is na een fusie per 1 januari 2011 van met de voormalige Samtgemeinde Hadeln opgegaan in de Samtgemeinde Land Hadeln.

## Deelnemende gemeenten
- Ihlienworth
- Odisheim
- Steinau
- Wanna (vanaf 1972)